# ブロッサム (お笑いコンビ)
ブロッサムは、かつて吉本興業（よしもと広島）に所属し活動した芸人コンビ。NSC広島校1期生。2006年3月解散。

## 来歴・概要
- ピースとして結成。その後ブロッサムに改名。
- 広島市立舟入高校の出身で2人は同級生。
  - 高校2年生の時、NSC広島校（よしもとタレント養成学校）のオーディションに合格。NSC広島校第一期卒業生。
- 2006年3月末で解散。土生は東京へ上京したが、みすずは上京せず広島で活動を続けている。
- 同期には、あかぼし☆こぼしなどがいる。
- 「ピースのココロ」というブログが存在していたが、「道楽のココロ」番組終了&解散を機に閉鎖。

## メンバー
- 土生智子（はぶ ともこ 広島県広島市出身 1984年10月2日 O型 158cm 60kg） 
  - ボケ担当

- 吉長美鈴（よしなが みすず 広島県広島市出身 1984年5月26日 B型 156cm 46kg）
  - ツッコミ担当
  - 解散後は地元広島でソロとして活動
  - バンド・Yatcot（ヤットコット）として地元を拠点に活動している吉長真璃（通称：まり）は実妹。本人は2006年5月23日放送分の「THE STREET FIGHTERS」（テレビ朝日系。＃215）に出演していた。

## 出演番組

### テレビ
- 道楽のココロ（TSSローカル）※ひらめっ娘学園卒業&東京進出に伴い2006年3月16日放送分で降板
- ひろしま満点ママ!!（TSSローカル・吉長のみ不定期出演）
- Local★STAR ひらめっ娘学園（TSSローカル）